# 屈米河谷区
屈米河谷区（芬蘭語：Kymenlaakso；又译屈门拉克索区）是芬蘭的一個行政区，废省前屬原南芬蘭省。南臨芬蘭灣，東鄰俄羅斯。1997年從原屈米省分出。2021年时面積4,948平方公里，2021年6月人口162,545人。區府为科沃拉和科特卡。

## 市镇
屈米河谷区下分六個市镇，其中三个使用“城市”称号：
- 哈米纳
- 科特卡
- 科沃拉
- 米耶希凯莱
- 皮赫泰
- 维罗拉赫蒂

原属本区的伊蒂市镇在2021年1月1日起加入派耶特海梅区。